# 喬納森·戈德施泰因
喬納森·戈德施泰因（英語：Jonathan Lewis Goldstein，1964年12月4日—）是美國的一位演員。他最著名的作品是在麻吉向前衝中飾演Walter Nichols角色。